# Aglauro (figlia di Atteo)
Aglauro (in greco antico: Ἄγλαυρος?, Áglauros) o Agraulo (in greco antico: Ἄγραυλος?, Ágraulos) è un personaggio della mitologia greca.

## Mitologia
Figlia di Atteo, primo re dell'Attica, sposò Cecrope, primo re di Atene e da lui ebbe un figlio Erisittone e tre figlie Aglauro, Erse e Pandroso.